# Phymatidium microphyllum
Phymatidium microphyllum är en orkidéart som först beskrevs av João Barbosa Rodrigues, och fick sitt nu gällande namn av Antonio Luiz Vieira Toscano. Phymatidium microphyllum ingår i släktet Phymatidium och familjen orkidéer.

## Underarter
Arten delas in i följande underarter:
- P. m. herteri
- P. m. microphyllum